# Petra Adam-Ferger
Petra Adam-Ferger (* 10. Februar 1944 in Hamburg) ist eine deutsche Politikerin der Sozialdemokratischen Partei Deutschlands (SPD) und ehemaliges Mitglied der Hamburgischen Bürgerschaft.

## Leben
Adam-Ferger ist gelernte Bankkauffrau. Sie war lange Zeit stellvertretende Betriebsratsvorsitzende der Hamburger Sparkasse. Sie ist seit dem Jahr 1974 zudem Mitglied der Deutschen Angestellten Gewerkschaft (DAG) (heute ver.di).
Sie war Mitglied der Hamburgischen Bürgerschaft vom 26. November 1986 bis im Jahr 1997. Adam-Ferger saß für ihre Fraktion unter anderem im Bauausschuss, Verkehrsausschuss, Sportausschuss sowie im Ausschuss für Vermögen und öffentliche Unternehmen.